# パスター・トロイ
パスター・トロイ (Pastor Troy、本名: ミカウ・レバー・トロイ、1977年11月18日 - ) とは、アメリカ合衆国ジョージア州オーガスタ出身のラッパーである。

## 人物
1977年11月18日に、南部のジョージア州,オーガスタで生まれた。一時は、歴史の教師を目指していたが、1999年のデビューアルバム『We Ready (I Declare War)』リリース以降はラップ活動に専念する様になる。そんな彼が一気に脚光を浴びるようになったのは、2002年にリリースした6thアルバム『Universal Soldier』であり、全米ビルボード200にて13位を記録。続く7thアルバム『By Any Means Necessary』も、全米30位へと送り込んでいる。これ以降、サザン・ラップを代表するラッパーの一人として、注目を浴びるようになった。